# Carmita Landestoy
 Carmen Leonor Landestoy Félix (Baní, República Dominicana; 10 de septiembre de 1894-Nueva York, Estados Unidos; 23 de marzo de 1988), más conocida como Carmita Landestoy, fue una escritora, educadora, periodista, y gestora social dominicana. Conocida por su obra Yo también acuso y ser la primera mujer dominicana en escribir en contra de la dictadura de Rafael Leónidas Trujillo.

## Biografía
Fue hija de Tomás Landestoy y Manuela Félix Pimentel. Estudió en la facultad de filosofía de la Universidad de Santo Domingo. Su profesión de escritora lo inició en el periódico Listín Diario, donde escribió artículos basados en temas sociales. Publicó temas referentes al medioambiente, educación, la diáspora dominicana y su rol social en los Estados Unidos, la cultura y la agricultura. 
Carmita residió fuera del país desde 1927, pero regresó en 1938, integrándose en la promoción del gobierno de Trujillo, siendo defensora de los intereses de la mujer, donde dirigió el Plan de Asistencia Social de ayuda a la mujer, contribuyendo a su participación en las elecciones de 1942.
Fue maestra de escuelas donde luchó a favor de la igualdad del núcleo feminista del Partido Dominicano. Entre los trabajos sociales se encuentra el establecimiento del desayuno escolar, los clubes de las madres, las juntas de visitadoras sociales y las escuelas nocturnas para adultos. Fue fundadora de la revista Hogar y el periódico Prédica y Acción y la Sociedad Protectora de la Niñez. 
En 1944 perdió su trabajo y fue aislada debido a la duda sobre la dictadura. Carmita Solicitó la autorización para salir del país hacia Estados Unidos argumentando problemas de salud de su madre, debido a las injusticias perpetradas por Trujillo. En Estados Unidos fue una luchadora de las libertades públicas en sus trabajos educativos denunciando la dictadura de Trujillo.
Visitó el país después de la muerte de Trujillo, pero regresó a Estados Unidos durante la invasión norteamericana de 1965.

## Personalidad
Carmita Landestoy fue maestra desde los 14 años, debido a que su padre perdió la visión. Es considerada por sus familiares haber sido una persona muy positiva, alegre y atrayente. Carmita nunca se casó. 
Perdió la visión debido a una mala práctica médica.

## Sus obras
Publicó en 1946 dos tomos de su obra ensayista  Yo también acuso, uno en Nueva York (Estados Unidos) y otro en La Habana (Cuba).  En dicha obra denuncia sobre el culto a la imagen de Trujillo, sus homenajes, sus atropellos contra la población y la democracia. Fue publicada en la Imprenta Azteca press de Nueva York. 
Escribió páginas costumbristas entre las que se destacan:
- Los Convites
- El Gallo Enterrao
- Los bailes
- El palo ensebao
- La Sabana
- La Escuela de mi pueblo
- Las corridas de sortijas

Actualmente se desconoce el paradero de sus obras.

## Muerte
Carmita Landestoy vivió sus últimos años en Queens, Nueva York, donde falleció el 23 de marzo de 1988.